# Pione stationis
Pione stationis är en svampdjursart som först beskrevs av Nassonow 1883.  Pione stationis ingår i släktet Pione och familjen borrsvampar. Inga underarter finns listade i Catalogue of Life.